# Sturm auf das Hotel Grünwald
Unter der Bezeichnung Sturm auf das Hotel Grünwald wurden eine Reihe von antifranzösischen Ausschreitungen bekannt, die sich am späten Abend des 24. Januar 1923 vor und in dem Hotel Grünwald in der Nähe des Münchner Hauptbahnhofs abspielten. Wichtigster Träger dieser Ausschreitungen war die nationalsozialistische SA.

## Ablauf und Hintergründe
Aufgrund der Ergebnisse des Ersten Weltkriegs und der drastischen Bestimmungen des Versailler Vertrages bestand in großen Teilen der deutschen Bevölkerung, so auch der Bevölkerung Münchens, eine scharf antifranzösische Stimmung. Die Überwachungskommissionen, die ab Herbst 1919 in den nicht-besetzten Teilen Deutschlands die Einhaltung der deutschen Abrüstung kontrollierten, waren dementsprechend bei der deutschen Bevölkerung ausgesprochen unbeliebt. Dies galt auch für die in München stationierte Überwachungskommission. Die Besetzung des Ruhrgebietes durch die französische Armee im Januar 1923 und die damit einhergehende Verschärfung des Besatzungsregimes der französischen Armee in der Pfalz hatte die antifranzösische Stimmung in ganz Deutschland noch einmal massiv angefacht.
Als am Abend des 24. Januar 1923 der von der französischen Besatzungsmacht aus der Pfalz ausgewiesene Regierungspräsident dieser Provinz, Friedrich von Chlingensperg, am Münchner Hauptbahnhof eintraf, bereitete ihm die Bevölkerung der Stadt einen ehrenden Empfang. Seine Weigerung, mit der Besatzungsmacht zu kooperieren, und die daraus folgende Ausweisung machte ihn in nationalen Kreisen zum Helden und Märtyrer der nationalen Sache. Mehrere tausend patriotisch gesinnte Personen begrüßten ihn am Münchner Hauptbahnhof, darunter Abordnungen zahlreicher Organisationen mit nationalem Selbstverständnis: studentische Korporationen,  Organisationen wie „Bayern und Reich“ und die „Reichsflagge“ wie auch Angehörige verschiedener Hundertschaften der nationalsozialistischen Sturmabteilung.
Chlingenspergs Empfang wurde als patriotische Kundgebung inszeniert, bei der Kapellen spielten und Lieder wie Die Wacht am Rhein gesungen wurden. Außerdem hielten Chlingensperg sowie der bayerische Kultusminister Franz Matt und Landtagspräsident Heinrich Königbauer Ansprachen an die auf dem Bahnhofplatz versammelte Menschenmenge. Insbesondere die Rede, in der Chlingensperg die kommende große Zukunft des Vaterlandes beschwor, wurde mit Beifall und Jubel quittiert. Nach dem Ende der Veranstaltung zerstreuten sich die meisten Teilnehmer oder eskortierten den Wagen, der Chlingensperg in seine Münchner Unterkunft brachte, in einem mehrtausendköpfigen Begleitzug.
Eine etwa 2000 Personen starke Gruppe spaltete sich jedoch nach Auflösung der Versammlung von der Menge ab und zog durch die Dachauer Straße zu dem in der Nähe des Bahnhofs in der Hirtenstraße gelegenen Hotel Grünwald. Die Feier am Bahnhof hatte in diesen Personen den Entschluss ausgelöst, für die Besetzung des Ruhrgebiets und die Ausweisung Chlingenspergs nun stellvertretend in Reichweite befindliche Franzosen zu bestrafen: die Angehörigen der Unterstäbe (Militärpersonen im Unteroffiziers- und Mannschaftsrang) der französischen Überwachungskommission für München. Diese waren seit 1919 im Hotel Grünwald einquartiert.
Die Menschenmenge zog gegen 23.30 Uhr vor das Hotel, wo sie lautstark dagegen protestierte, dass, nachdem die französische Armee das Ruhrgebiet und die Pfalz besetzt hatte, immer noch französische Militärpersonen in München geduldet würden, und verlangte deren Abschiebung. Nach kurzer Zeit begann man, die Scheiben des Speisesaals im Erdgeschoss des Hotels mit Steinen und Eisbrocken zu bewerfen. Schließlich lösten sich mehr als 100 Personen aus der Menge, stürmten auf das Gebäude zu, schlugen die Scheiben der Frontseite vollends mit Stöcken ein und drangen dann durch die aufgebrochene Speisesaaltür und durch einen Seiteneingang in das Gebäude ein. Sie verwüsteten den für das Frühstück hergerichteten Speisesaal, wobei ein Sachschaden von 6 Millionen Reichsmark entstand. Die meisten Randalierer waren Angehörige der Münchner SA.
Zu den antifranzösischen Protesten und Ausschreitungen kamen auch antisemitische Untertöne: So stieß die Volksmenge vor dem Hotel wiederholt antijüdische Rufe aus, die sich gegen den jüdischen Besitzer des Hotels, den Unternehmer Markus Friediger, richteten.
Nach der Räumung des Hauses durch die Polizei dauerte die Belagerung des Gebäudes durch eine aufgebrachte Menschenmenge weiterhin an. Mitteilungen der Hotelleitung, dass sich bereits seit Mittag keine Franzosen mehr in dem Gebäude aufhielten, da sie auf Veranlassung des Reichsvermögensamtes in andere Unterkünfte verlegt worden seien, wurden nicht geglaubt.
Auf Vorschlag der Rädelsführer wurde schließlich mit Einwilligung des Kommandeurs der anwesenden Polizei sowie des Hoteldirektors eine „Kommission“ aus „Volksbeauftragten“ gebildet, die das Gebäude zusammen mit einigen Polizisten erneut betreten durfte, um es nach französischen Militärangehörigen zu durchsuchen. Man hatte sich geeinigt, dass, wenn Franzosen angetroffen werden sollten, diese unter dem Schutz der Polizei zur Polizeidirektion transportiert werden sollten, um sie dann mit dem Zug aus München abzuschieben. Die Führer der Volksmenge hatten zudem garantiert, dass es zu keinen gewaltsamen Übergriffen kommen werde. Zu der „Kommission“, die das Hotel betreten durfte, gehörten u. a. die Führer der 17. und der 20. Hundertschaft der nationalsozialistischen SA, Joseph Berchtold und Edmund Heines, sowie Karl Osswald, führender Funktionär der Organisation Reichskriegsflagge.
Um die Gäste des Hauses so wenig wie möglich zu stören, war der Großteil der Kommission bereit, im Erdgeschoss des Hotels zu warten, während der SA-Führer Heines in Begleitung von Hoteldirektor Jacob, von Hotelgast Otto Vollbehr und von einigen Polizisten die Durchsuchung des Gebäudes nach Franzosen durchführte. Heines meldete nach der Durchsuchung, dass sich im Hotel tatsächlich keine Franzosen mehr aufhielten, und rief die Menge dazu auf, sich zu zerstreuen. Die meisten Teilnehmer folgten dieser Aufforderung.
Eine Gruppe von etwa 100 Personen begab sich jedoch zum Kaffeehaus Hungaria in der Dachauer Straße. Grund hierfür war, dass in diesen Tagen ein Gerücht im Umlauf war, dass die Besitzer des Hungaria es geduldet hätten, dass französische Militärangehörige als Gäste in ihrem Kaffeehaus einigen dort auftretenden Musikern Geld zugeworfen hätten, um diese dazu zu veranlassen, das Abspielen des ihnen verhassten Deutschlandliedes abzubrechen. Die Randalierer vor dem Kaffeehaus stemmten die Rollläden des Lokals empor, schlugen die Fensterscheiben ein und verwüsteten den Innenraum des Kaffeehauses.

## Nachspiel
Bei den nachfolgenden Ermittlungen der Polizei wurden acht Personen identifiziert, die sich am Abend des 24. Januar 1923 an Straftaten wie Sachzerstörung und Hausfriedensbruch im Hotel Grünwald beteiligt hatten. Diese waren großteils Angehörige der SA. In dem zweitägigen Grünwald-Prozess, der Ende Mai 1923 unter dem Vorsitz von August Leyendecker vor dem Volksgericht München stattfand, wurden sechs der Angeklagten des Landfriedensbruches und der Sachbeschädigung für schuldig befunden und zu mehrmonatigen Haftstrafen verurteilt. Heines und der stellvertretende Führer der 2. SA-Hundertschaft, Wilhelm Ludowici, wurden hingegen, obwohl sie als Rädelsführer der Ausschreitungen angeklagt waren, freigesprochen, da das Gericht ihnen zubilligte, das Hotel nur betreten zu haben, um ihre randalierenden Untergebenen zu beruhigen und aus diesem wieder herauszuholen, also um zur Wiederherstellung der öffentlichen Ordnung beizutragen. Später stellte sich heraus, dass zumindest Heines durch Falschaussagen davor bewahrt wurde, dass ihn belastende Beweise anerkannt wurden und dass er somit durch Falschaussagen vor einer Verurteilung und Inhaftierung bewahrt wurde. Die linke und demokratische Presse kritisierte die Prozessführung und das Urteil scharf und warf dem Staatsanwalt und insbesondere dem Richter Leyendecker (der ein Jahr später am Hitler-Putsch-Prozess als Richter mitwirken sollte) vor, aus politischer Sympathie mit der politischen Rechten unangemessene Milde bei der Interpretation der Tatumstände und der Beweismittel sowie zumal bei der Strafzumessung an den Tag gelegt zu haben.
Im Einzelnen wurden die folgenden Strafen verhängt:
- Johann Aigner (* 21. Oktober 1901 in Frankfurt am Main), Angehöriger der 20. Münchener SA-Hundertschaft: 5 Monate Gefängnis
- Ludwig Danninger (* 13. August 1902 in München), Angehöriger der 2. Münchener SA-Hundertschaft: 4 Monate Gefängnis
- Bruno Mühlbauer (* 15. September 1903 in München), Angehöriger der 2. Münchener SA-Hundertschaft: 4 Monate Gefängnis
- Konrad Rummel (* 24. Januar 1902 in München), Angehöriger der 2. Münchener SA-Hundertschaft: 5 Monate Gefängnis
- Georg Schön (* 8. Mai 1898 in Vohenstrauss): 7 Monate Gefängnis (am Urteilsverkündungstag unter Zubilligung von Bewährungsfrist aus der Haft entlassen)
- Edgar Weis (* 7. Mai 1906 in Chazellee bei Metz), bis Anfang Januar 1923 Mitglied der 6. Münchener SA-Hundertschaft dann nur noch Parteimitglied und Aktivist bei der Münchener Gruppe der Brigade Ehrhardt: 3,5 Monate Gefängnis (galt durch die Untersuchungshaft als verbüßt)